# Hummingbird
Hummingbird (lanzada como Redemption en los EE.UU. y como Crazy Joe en Francia) es una película británico-estadounidense estrenada en 2013 del género Acción/Thriller, escrita y dirigida por Steven Knight y protagonizada por Jason Statham.

## Argumento
Redención toma como argumento el pasado de Joseph (Joey) Smith, un hombre adiestrado como soldado de las fuerzas especiales que tiene una experiencia traumática en Afganistán, quien regresa a Gran Bretaña para hacer frente a otro tipo de guerra; la vida en las calles londinenses como un veterano de guerra sin hogar y con daño psicológico. En un intento por recuperarse, después de haber sido brutalmente golpeado, por un grupo de hombres en una sombría calle, Joey se refugia en un apartamento donde asume la identidad de otro hombre. Busca la ayuda de la hermana Cristina,  joven monja que sirve en una parroquia céntrica de la ciudad. La desaparición forzada de su compañera en la calle, por los mismos hombres que lo golpearon, lo llevan a arriesgar todo por venganza.

## Reparto
- Jason Statham como Joseph Smith/Joey Johnson.
- Agata Buzek como Hermana Cristina.
- Christian Brassington como Max Forrester.
- Vicky McClure como Dawn.
- Benedict Wong como Sr. Choy.
- Ger Ryan como Madre Superiora.
- Victoria Bewick como Isabel.

## Producción
Hummingbird fue filmada casi totalmente en horas de la noche. Los sitios de rodaje incluyen calles populares para las personas sin hogar, incluyéndolos en algunos casos. Statham declaró, que previo al comienzo de la filmación hubo una gran cantidad de investigación, sobre los problemas de salud mental de su personaje. Algunos exmilitares fueron interrogados acerca de sus propias experiencias.

## Estreno
Hummingbird fue estrenada en el Reino Unido, Estados Unidos (como Redemption) y Francia (como Crazy Joe) el 28 de junio de 2013.